# Warburton (Angleterre)
Pour les articles homonymes, voir Warburton.
Warburton est un village et un civil parish du Grand Manchester, en Angleterre. Il est situé dans le district de Trafford, au sud-ouest de la ville, et relevait à l'origine du comté de Cheshire. Au moment du recensement de 2011, il comptait 337 habitants.
Warburton abrite deux églises dédiées à sainte Werburh, dont l'une est une église à pans de bois remontant au moins au XIIe siècle, monument classé de grade I. L'autre, construite en 1883-1885, est un monument classé de grade II.